# Xã Thingvalla, Quận Pembina, Bắc Dakota
Xã Thingvalla (tiếng Anh: Thingvalla Township) là một xã thuộc quận Pembina, tiểu bang Bắc Dakota, Hoa Kỳ. Năm 2010, dân số của xã này là 101 người.